# Stijf barbarakruid
Stijf barbarakruid (Barbarea stricta) is een tweejarige plant uit de kruisbloemenfamilie (Brassicaceae), die voorkomt op natte, voedselrijke bodems in Europa en westelijk Azië.

## Naamgeving enetymologie
- Synoniemen: Barbarea barbarea var. stricta (Andrz.) MacMill.; Barbarea palustris Hegetschw. ; Barbarea parviflora Fr.; Barbarea vulgaris var. stricta (Andrz. ex Besser) A.Gray; Barbarea vulgaris var. stricta (Andrz.) Regel; Campe stricta (Andrz.) W.Wight; Campe stricta var. taurica (DC.) House; Crucifera stricta E.H.L.Krause

Barbarea is vernoemd naar Sint-Barbara, beschermster tegen brand en bliksem en tegen een plotselinge dood. De soortaanduiding stricta is afgeleid van het Latijnse strictus (recht).

## Kenmerken
Stijf barbarakruid is een hemikryptofyt, een tweejarige kruidachtige plant met een meestal vertakte stengel die tot 100 cm hoog wordt. De plant draagt aan de voet een wortelrozet met veerdelige bladeren met meestal slechts één of twee paar zijslippen en een ovale eindslip. De verspreid staande stengelbladeren zijn ongedeeld met een bochtig getande top, of met ten hoogste 1 paar zijslippen en een breed of omgekeerd eironde eindslip. De oortjes aan de bladvoet zijn onbehaard.
De bloeiwijze is een langwerpige bloemtros met kelkvormige, viertallige bloemen. De buitenste kelkblaadjes dragen enkele stijve haartjes (trichomen) op de top. De vrijstaande kroonblaadjes zijn lichtgeel en 3,5 tot 6 mm lang, slechts iets langer dan de kelk.
De vrucht is een rechtopstaande hauw, 1,5 tot 3 cm lang, met een korte stompe snavel.
De plant bloeit van april tot juni.

## Habitaten verspreiding
Stijf barbarakruid komt vooral voor op zonnige tot licht beschaduwde, natte tot zeer natte plaatsen op voedselrijke, stikstofrijke en kalkrijke of lemige bodems, zoals langs waterkanten, grienden en moerasbossen.
De plant komt voornamelijk voor in Noord-, Midden- en Oost-Europa, westelijk tot in België en Frankrijk, oostelijk tot in West-Azië.
De plant is in Nederland vrij algemeen in het fluviatiel district, het laagveendistrict, het noordelijk kleidistrict en de pleistocene districten. In België is het een verspreid voorkomende, vrij zeldzame, maar plaatselijk vrij algemene plant.

## Verwante en gelijkende soorten
Het stijf barbarakruid onderscheidt zich van de zustersoort, het gewoon barbarakruid (B. vulgaris), door de behaarde kelkblaadjes, en van het bitter barbarakruid (B. intermedia) door de ongedeelde stengelbladeren.
... · 
B. intermedia (Bitter barbarakruid) · 
B. strica (Stijf barbarakruid) · 
B. verna (Vroeg barbarakruid) · 
B. vulgaris (Gewoon barbarakruid) · 
...